# Opstelterrein
Een opstelterrein is een emplacement voor het opstellen van treinen, metro's of trams. 
Opstelterreinen zijn meestal te vinden bij de grotere stations of bij eindpunten. Op het terrein kan gerangeerd worden om de samenstelling van treinen te wijzigen. Het meeste materieel begint en eindigt er de dagelijkse dienst. Buiten de spits en 's nachts wordt veel materieel hier weggezet.

## Extra functies
Sommige opstelterreinen beschikken over een wasstraat. Soms is er een perron voor schoonmakers die het materieel van binnen schoonmaken. Ook worden er soms de dagelijkse controles uitgevoerd.

### Bijzondere typen opstelterreinen
- Depot (transport)
- Remise (openbaar vervoer)
- Opstelspoor

### Voorbeelden van opstelterreinen
- Lelystad Opstelterrein

### Andere typen emplacementen voor goederentreinen
- Terminal (distributie) of overslagterrein
- Rangeerterrein